# Park Mistra Jana Husa (Hradec Králové)
Park Mistra Jana Husa je park v Hradci Králové, který se nachází mezi ulicemi Husitskou, Bezejmennou a U Náhona. Jeho velikost je 3 124 m2, vznikl v roce 1936. Neoficiálně byl nazýván U Husa, v roce 2014 zdejší místní komise na podnět svého místopředsedy Zdeňka Cvejna navrhla přejmenování na název Park Mistra Jana Husa a na městském webu se objevila zpráva, že se tak park bude jmenovat a jeho nové pojmenování se zapíše do oficiálních map, ale že pojmenování ještě podléhá rozhodnutí orgánů města. Podle zprávy webu Plotiste.info nový název schválilo zastupitelstvo města 30. září 2014, v RÚIAN ani RSO však tento název jako název veřejného prostranství dosud (červen 2017) registrován není.

## Historie

### Před založením parku
Původně se jednalo o neudržované místo, kde se často zdržovaly kočovné společnosti. Vedle toho tam bývaly hnojiště, případně pásly husy i kozy. Část byla dokonce zarostlá vytrvalým plevelem a náletovými dřevinami.

### Vývoj parku
V roce 1934 sem byla dopravena navážka, došlo k zorání půdy a vyrovnání terénu i následnému oplocení, přičemž úprava okolí (řemeslné práce, stromy, travní semeno) přišla zaokrouhleně na 10 000 korun. 14. července téhož roku zde byl slavnostně položen základní kámen pomníku Mistra Jana Husa. Ten byl odhalen až 6. července 1936. Právě díky němu se toto místo zkulturnilo a stalo se ozdobou obce.

### Pojmenování parku
K pojmenování parku došlo teprve v roce 2014, kdy magistrát obdržel návrh na pojmenování parku od zdejší komise místní samosprávy a nebyl důvod se příliš odklánět od zažitého názvu U Husa, pod nímž občané Plotišť park znali. 29. července 2014 název odsouhlasila městská rada a 30. září téhož roku také městské zastupitelstvo, v RÚIAN ani RSO však tento název jako název veřejného prostranství dosud (červen 2017) registrován není.